# Belvárdgyula, Baranya
Belvárdgyula este un sat în districtul Bóly, județul Baranya, Ungaria, având o populație de 438 de locuitori (2011). 

## Demografie
Componența etnică a satului Belvárdgyula
     Maghiari (81,76%)
     Romi (15,43%)
     Germani (1,6%)
     Croați (1,2%)
Componența confesională a satului Belvárdgyula
     Romano-catolici (52,51%)
     Fără religie (14,61%)
     Reformați (13,47%)
     Necunoscută (19,41%)
Conform recensământului din 2011, satul Belvárdgyula avea 438 de locuitori. Din punct de vedere etnic, majoritatea locuitorilor (81,76%) erau maghiari, existând și minorități de romi (15,43%), germani (1,6%) și croați (1,2%).  Din punct de vedere confesional, majoritatea locuitorilor (52,51%) erau romano-catolici, existând și minorități de persoane fără religie (14,61%) și reformați (13,47%). Pentru 19,41% din locuitori nu este cunoscută apartenența confesională.